# Храм Усіх Святих (Умань)
Храм Усіх Святих  — Церква УПЦ МП в місті Умань у мікрорайоні ГРЕС.

## Історія
Розпочато планування та будівництво фундаменту у 2008 році силами Уманського тепличного комбінату. 24 травня 2010 року було закладено камінь та капсулу під будівництво храму. В січні 2011 року розпочато народження — Митрополит Володимир заклав першу цеглину храму. До кінця літа 2011 року буде завершено спорудження стін на рівні першого поверху.

## Про храм
Храм заввишки 30 метрів, на 50 поклінних місць, виконаний у давноруському стилі.
Будівництво завершено у 2016 році. На час будівництва храму богослужіння здійснювалося в одному з приміщень підприємства
Офіційний сайт: http://hvs-uman.com.ua/ [Архівовано 21 квітня 2018 у Wayback Machine.]